# Marcelo Vieira
Marcelo Vieira da Silva Júnior (pronunciación en portugués: /maʁ.ˈsɛ.lu vi.ˈe(j).ɾa/, Río de Janeiro, 12 de mayo de 1988), conocido simplemente como Marcelo, es un exfutbolista brasileño que jugaba como lateral izquierdo o carrilero izquierdo. Jugó la mayor parte de su carrera en el Real Madrid C. F. donde permaneció durante 16 temporadas, desde 2006 hasta 2022. También tuvo una etapa en el Olympiakos F. C. desde 2022 hasta 2023. Su último equipo fue el Fluminense F. C.
Fue internacional absoluto con la selección de Brasil, con la que ganó la Copa Confederaciones 2013. Participó con la Selección de Brasil Sub-17 en la Copa Mundial de fútbol Sub-17 de Perú 2005, llegando a ser subcampeón; y también participó con la selección olímpica de Brasil en los Juegos Olímpicos de Pekín 2008 y Londres 2012, logrando las medallas de bronce y de plata respectivamente.
Fue sucesor tanto en la selección como a nivel de clubes de su compatriota Roberto Carlos, con quien compartía posición de lateral izquierdo, motivo por el que suelen ser comparados en su trayectoria, y señalados con frecuencia como dos de los mejores de todos los tiempos en dicha demarcación. Ambos son defensores históricos del Real Madrid, equipo al que debe sus mayores éxitos y reconocimientos y del que Marcelo llegó a ser capitán. Recaló en Madrid tras iniciarse deportivamente en la cantera del Fluminense.

## Trayectoria

### Fluminense F. C.
Marcelo nació y se crio en el barrio de Catete (Río de Janeiro). A los 13 años se incorporó a las filas del Fluminense Football Club, apoyado desde el principio por su abuelo Pedro. Marcelo confesó en una entrevista concedida mucho años después:

Si estaba mal él me decía que era el mejor del partido y siempre me pone por las nubes. Desde niño, siempre a mi lado, dándome fuerza.

En su debut con el Fluminense anotó un gol, que celebró formando una "C" con su mano, en alusión a su esposa Clarice.

### Real Madrid C. F.
El 14 de noviembre de 2006, y con apenas 18 años, se concretó su fichaje por el Real Madrid de la Primera División de España. El presidente del club por aquellos años, Ramón Calderón, lo llamó el "sustituto de Roberto Carlos".
Su debut con el Real Madrid se produjo el 7 de enero de 2007 ante el Deportivo de la Coruña, sustituyendo a Míchel Salgado.
En su primera temporada en España Marcelo no brilló como se esperaba que lo hiciera. El técnico Fabio Capello no le dejaba adelantarse a posiciones de ataque y así no podía demostrar su fútbol. Pero pese a todo el brasileño conquistaría su primer título como jugador del Real Madrid: la Liga 2006-07. La siguiente temporada Bernd Schuster le brindaría más confianza. Esto tras la marcha de Roberto Carlos al Fenerbahçe, el retorno de Gabriel Heinze a la posición de central zurdo y las discrepancias de Drenthe con el entrenador alemán. Al finalizar la temporada repetiría la conquista del título de Liga.
La temporada 2008/09 Juande Ramos cambiaría su demarcación sobre el terreno de juego, pasando Marcelo de lateral a interior izquierdo. En su nueva posición lograría marcar su primer gol con la elástica del Real Madrid. Sería en la victoria por 0-4 de los blancos en el estadio El Molinón, ante el Sporting de Gijón. Marcelo marcaría el 0-3 tras un increíble taconazo de Gonzalo Higuaín en pleno contraataque. Esa misma temporada conseguiría otros 3 goles más.
Con la llegada de Manuel Pellegrini al banquillo madridista la temporada 2009-10, Marcelo jugaría la gran mayoría de partidos como extremo izquierdo, finalizando la campaña con un total de 9 asistencias y 4 goles.
Con la salida de Mahamadou Diarra en enero de 2011, Marcelo se convirtió en el tercer capitán del equipo, por detrás de Iker Casillas y Sergio Ramos. El brasileño ejercería por primera vez como capitán en partido oficial ante Getafe el 10 de mayo de 2011 que acabó con marcador de 4-0 favorable a su equipo.

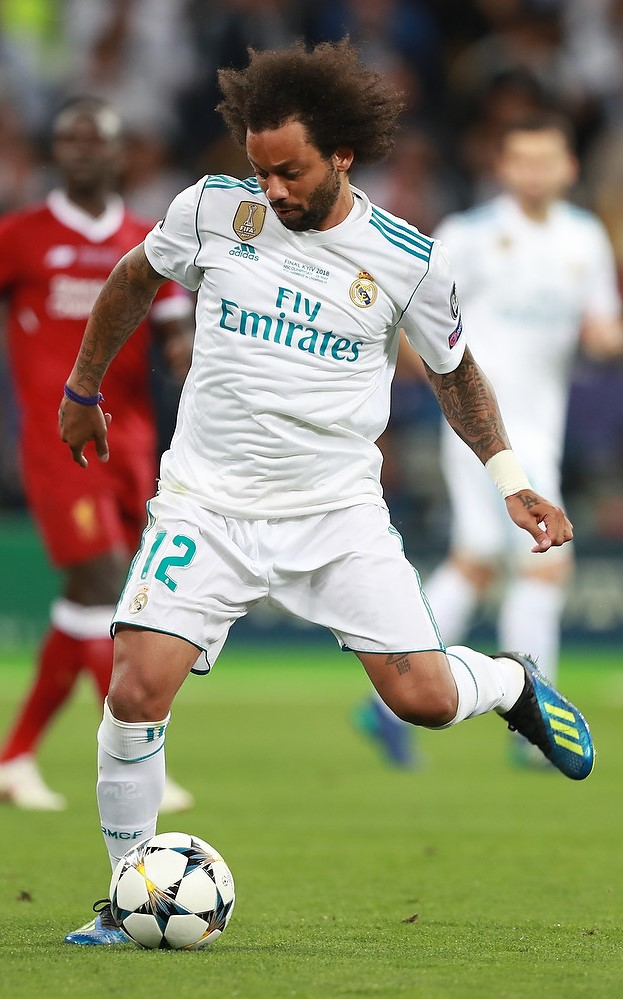
Marcelo, segundo extranjero con más partidos del club.

El 20 de abril de 2011 conquistó el título de Copa del Rey tras derrotar por 1-0 al F. C. Barcelona. Marcelo participaría en la jugada que acabó con el solitario gol de Cristiano Ronaldo en el minuto 103 de la prórroga. Esa temporada 2010/11 finalizaría con un total de 5 goles. En Liga anotaría un solo gol, ante el Espanyol, Málaga C. F.(1) y Villarreal(1). mientras que en Liga de Campeones marcaría ante el Olympique de Lyon y el Barcelona.
En la temporada 2011-2012 disputó 32 partidos de liga, 7 de Champions League y 3 de copa del Rey, consiguiendo 3 goles, todos ellos en la máxima competición nacional. En la siguiente temporada, 2012-13 solo pudo disputar 17 encuentros con el club madrileño repartidos en 14 de liga, 2 de Champions y 1 en la Copa del Rey. Su único tanto con el club fue en la competición Internacional. En concreto fue el primer gol del Real Madrid en esa competición. Con él igualaba al Manchester City a un tanto en un partido en que se acabaría imponiendo el club madrileño por 3-2.
En la temporada 2013-14 juega 28 partidos de liga consiguiendo un gol, otros 4 en Copa del Rey y 7 partidos en Liga de Campeones, competición que se adjudicó el Real Madrid, y en cuya final disputada en el Estadio da Luz, de Lisboa, Marcelo marcó el tercer tanto del equipo blanco en la prórroga, tras una jugada individual culminada por un fuerte disparo raso, para un resultado final de 4-1 tras haber salido en el segundo tiempo en sustitución de Fábio Coentrão, cuando su equipo aún caía derrotado por 0-1.
El 10 de julio de 2015, Marcelo firmó un nuevo contrato con el Real Madrid, manteniéndolo en el club hasta 2020.
El 28 de mayo de 2016, Marcelo disputó la final de la Liga de Campeones con el Real Madrid frente al Club Atlético de Madrid, donde llegaron empatados a un gol hasta el minuto 90. Finalmente llegarían a la tanda de penaltis donde Marcelo lanzaría el segundo penal por parte de los blancos y acabarían llevándose la victoria y por consiguiente su undécima orejona. Los técnicos observadores de la UEFA lo escogieron para formar parte de los dieciocho mejores jugadores del torneo.
Fue elegido entre los once mejores jugadores del mundo en la ceremonia del trofeo The Best FIFA de 2016-17.
Al año siguiente conseguiría la duodécima Copa de Europa del club, convirtiéndose el Real Madrid en el primer campeón vigente en defender el título bajo el nuevo formato.
El 14 de septiembre de 2017, Marcelo renovó con el Real Madrid hasta el 30 de junio de 2022.
El 26 de mayo de 2018 ganó su cuarta Copa de Europa, y a su vez la tercera consecutiva del club blanco frente al Liverpool Football Club asistiendo a Gareth Bale en su gol de chilena.
En la temporada 2021-22 se convierte en el nuevo capitán del Real Madrid, tras la despedida del histórico capitán Sergio Ramos.
El 28 de mayo de 2022 Marcelo ganó su quinta Liga de Campeones de la UEFA. En esa misma temporada, tras ganar la Supercopa de España, la Liga y la Liga de Campeones, supera el récord de Paco Gento y se convierte en el jugador con más títulos en la historia del club con 25 títulos. Tras ser entrevistado ese mismo día, confirmó que no renovaría su contrato con el Real Madrid, el cual venció el 30 de junio.

### Olympiacos F. C.
El 3 de septiembre de 2022 se hizo oficial su fichaje por el Olympiakos griego por una temporada más otra opcional.
En el debut de Marcelo, el Olympiacos, el equipo sufrió una dura derrota en casa ante el Qarabag, de Azerbaiyán, por 3-0, en partido válido por la Europa League. En el segundo tiempo entró Marcelo en sustitución del centrocampista Bouchalakis. Su llegada al equipo heleno se tornó en decepción y el ex del Real Madrid apenas contaba para el técnico Michel González. Y es que, el jugador brasileño solo disputó dos partidos en el inicio de temporada y no fue convocado en los derbis contra Panatinaikos y AEK Athens. En Grecia achacaron el pobre rendimiento de Marcelo a su estado físico, muy pasado de peso.
El 18 de febrero de 2023 Marcelo y el club heleno acordaron la rescisión del contrato que les unía.

### Fluminense F. C.
El 22 de febrero de 2023, se oficializó el regreso de Marcelo Vieira al Fluminense, el club que lo vio nacer como futbolista. En su retorno, Marcelo tuvo un impacto significativo, contribuyendo a la conquista de importantes títulos, el equipo tricolor  se coronó campeón del Campeonato Carioca. Además, Fluminense alcanzó la gloria continental al alzarse con la Copa Libertadores de ese mismo año, tras vencer en la final a Boca Juniors. Posteriormente, el club consolidó su dominio en la región al ganar la Recopa Sudamericana 2024, derrotando a Liga Deportiva Universitaria de Quito.
Durante la fecha 32 del campeonato brasileño 2024, antes de ingresar al partido contra Gremio, Marcelo tuvo una discusión con su entrenador Menezes, debido a la discusión, finalmente el entrenador decidiría no ingresarlo a la cancha y poner a John Kennedy en su lugar, en la mañana siguiente se anunciaría que tras un -mutuo acuerdo- Marcelo rescindiría su contrato con el club, poniendo fin a su regreso al equipo carioca.

### Retiro
El jueves 6 de febrero de 2025, Marcelo haría oficial su retiro, despidiéndose en sus redes sociales con un comunicado en video de la práctica profesional del futbol.

## Selección nacional

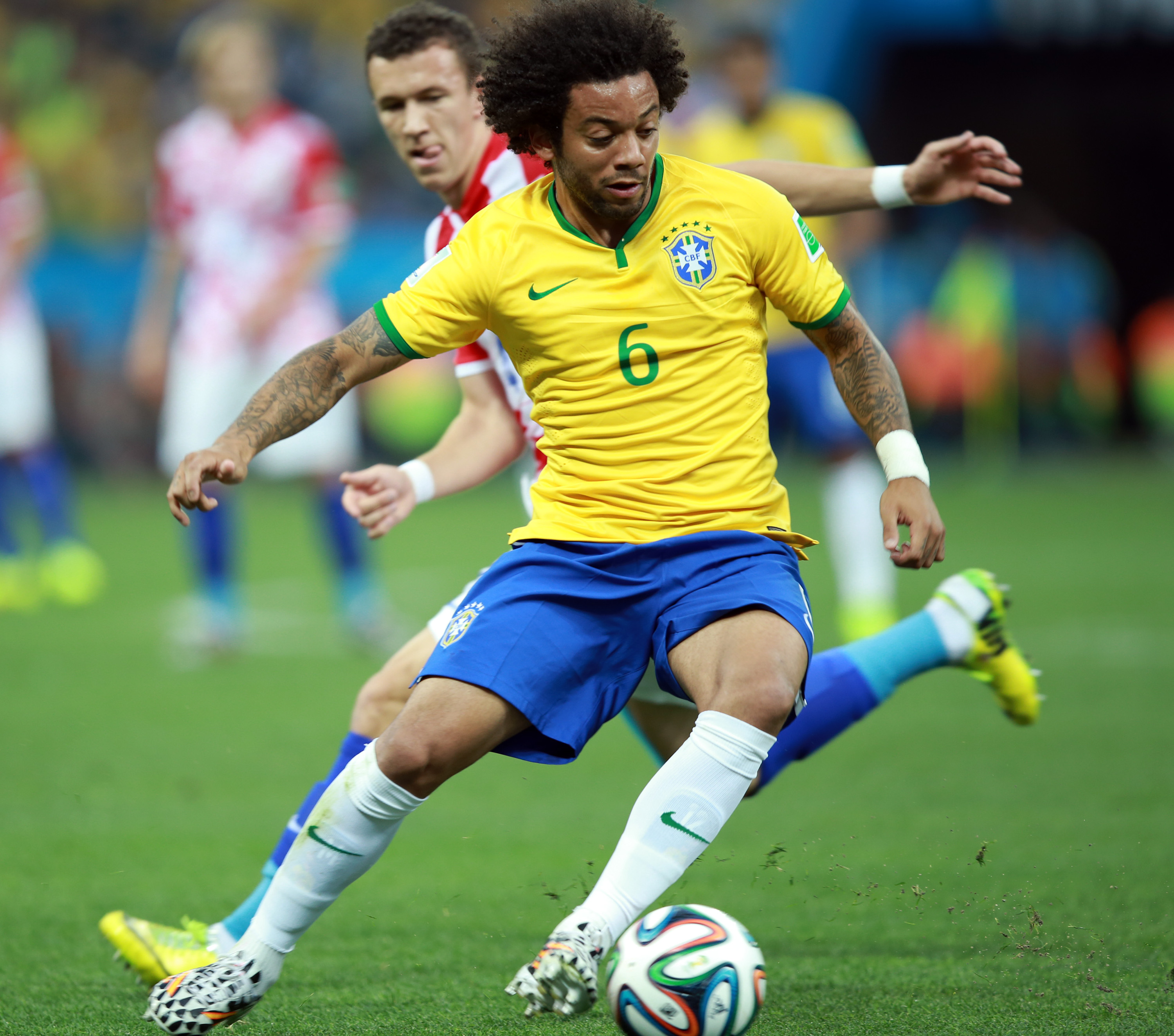
Marcelo jugando el Mundial 2014 ante Croacia.

### Categorías inferiores
Marcelo fue parte de la representación brasileña en los Juegos Olímpicos de Pekín 2008 y de Londres 2012, donde ganó las medallas de bronce y plata, respectivamente. Mano Menezes lo incluyó en la lista de 18 jugadores que integraron el equipo olímpico de Brasil que compitió en Londres, como uno de los tres jugadores mayores de 23 años.

### Selección absoluta
Marcelo debutó el 5 de septiembre del 2006 en el partido de Brasil ante Gales en el cual anota su primer gol, el partido terminó 2-0 a favor de Brasil. 
Marcelo ha sido recientemente comparado con el exfutbolista del Real Madrid y de la selección brasileña el lateral izquierdo Roberto Carlos. Los dos habían jugado juntos durante la segunda mitad de la temporada 2006-07 antes de irse al equipo turco Fenerbahçe. Fue el tercer lateral izquierdo de la «verdeamarelha» después de André Santos y Michel Bastos, hasta el año 2011, donde reemplazó a Santos, después de la Copa América 2011 la cual no jugó Marcelo, año que coincidió con una de sus mejores temporadas a nivel individual y colectivo con el Real Madrid.
En 2010 fue incluido en la lista preliminar de jugadores llamados a jugar en la Copa Mundial de Fútbol de 2010, pero finalmente no fue incluido entre los 23 jugadores.
El 7 de mayo de 2014, Luiz Felipe Scolari lo incluyó en la lista final de 23 jugadores que representarán a Brasil en la Copa Mundial de Fútbol de 2014. En el partido inaugural ante Croacia, Marcelo abrió la cuenta pero para el equipo croata con un gol en propia puerta.
En Rusia 2018 jugó su segundo Mundial. Fue titular indiscutido en el lateral izquierdo de la Selección de Brasil, que llegó hasta los cuartos de final del certamen.
A pesar de su relevancia como futbolista, Marcelo nunca tuvo la oportunidad de vestir la camiseta de la selección brasileña en la Copa América siendo así nula su participación en el torneo continental.

#### Participaciones en fases finales
| Edición                   | Sede             | Resultado        | Partidos | Goles |
| ------------------------- | ---------------- | ---------------- | -------- | ----- |
| Mundial Sub-17 2005       | Perú             | Subcampeón       | 3        | 1     |
| Mundial Sub-20 2007       | Canadá           | Octavos de final | 4        | 0     |
| Total inferiores          | Total inferiores | Total inferiores | 7        | 1     |
| Copa Confederaciones 2013 | Brasil           | Campeón          | 5        | 0     |
| Copa del Mundo 2014       | Brasil           | Cuarto puesto    | 6        | 0     |
| Copa del Mundo 2018       | Rusia            | Cuartos de final | 4        | 0     |
| Total absoluta            | Total absoluta   | Total absoluta   | 15       | 0     |

## Estadísticas

### Clubes
Actualizado al último partido disputado el 8 de febrero de 2024.
| Club                       | Div.          | Temporada     | Liga  | Liga  | Liga   | Copas nacionales | Copas nacionales | Copas nacionales | Copas internacionales | Copas internacionales | Copas internacionales | Total | Total | Total  | Media goleadora |
| Club                       | Div.          | Temporada     | Part. | Goles | Asist. | Part.            | Goles            | Asist.           | Part.                 | Goles                 | Asist.                | Part. | Goles | Asist. | Media goleadora |
| -------------------------- | ------------- | ------------- | ----- | ----- | ------ | ---------------- | ---------------- | ---------------- | --------------------- | --------------------- | --------------------- | ----- | ----- | ------ | --------------- |
| Fluminense F. C. · Brasil  | 1.ª           | 2005          | 1     | —     | —      | —                | —                | —                | —                     | —                     | —                     | 1     | 0     | 0      | 0               |
| Fluminense F. C. · Brasil  | 1.ª           | 2006          | 29    | 4     | 7      | 8                | 2                | —                | 2                     | —                     | —                     | 39    | 6     | 7      | 0.15            |
| Real Madrid C. F. · España | 1.ª           | 2006-07       | 6     | —     | —      | —                | —                | —                | —                     | —                     | —                     | 6     | 0     | 0      | 0               |
| Real Madrid C. F. · España | 1.ª           | 2007-08       | 24    | —     | 2      | 2                | —                | —                | 6                     | —                     | 1                     | 32    | 0     | 3      | 0               |
| Real Madrid C. F. · España | 1.ª           | 2008-09       | 27    | 4     | 5      | 2                | —                | —                | 5                     | —                     | —                     | 34    | 4     | 5      | 0.12            |
| Real Madrid C. F. · España | 1.ª           | 2009-10       | 35    | 4     | 9      | 2                | —                | —                | 6                     | —                     | —                     | 43    | 4     | 9      | 0.09            |
| Real Madrid C. F. · España | 1.ª           | 2010-11       | 32    | 3     | 6      | 6                | —                | 1                | 12                    | 2                     | 3                     | 50    | 5     | 10     | 0.10            |
| Real Madrid C. F. · España | 1.ª           | 2011-12       | 32    | 3     | 6      | 5                | —                | —                | 7                     | —                     | 4                     | 44    | 3     | 10     | 0.07            |
| Real Madrid C. F. · España | 1.ª           | 2012-13       | 14    | —     | —      | 3                | —                | —                | 2                     | 1                     | 1                     | 19    | 1     | 1      | 0.05            |
| Real Madrid C. F. · España | 1.ª           | 2013-14       | 28    | 1     | 7      | 4                | —                | —                | 7                     | 1                     | 1                     | 39    | 2     | 8      | 0.05            |
| Real Madrid C. F. · España | 1.ª           | 2014-15       | 34    | 2     | 8      | 5                | 1                | —                | 14                    | 1                     | 2                     | 53    | 4     | 10     | 0.08            |
| Real Madrid C. F. · España | 1.ª           | 2015-16       | 30    | 2     | 3      | —                | —                | —                | 11                    | —                     | 1                     | 41    | 2     | 4      | 0.05            |
| Real Madrid C. F. · España | 1.ª           | 2016-17       | 30    | 3     | 10     | 3                | 2                | 1                | 14                    | —                     | 7                     | 47    | 5     | 18     | 0.06            |
| Real Madrid C. F. · España | 1.ª           | 2017-18       | 35    | 6     | 8      | 2                | —                | 1                | 14                    | 4                     | 4                     | 51    | 10    | 13     | 0.11            |
| Real Madrid C. F. · España | 1.ª           | 2018-19       | 23    | 2     | 2      | 4                | —                | 1                | 7                     | 1                     | 3                     | 34    | 3     | 6      | 0.09            |
| Real Madrid C. F. · España | 1.ª           | 2019-20       | 15    | 1     | 2      | 4                | 1                | —                | 4                     | —                     | 3                     | 23    | 2     | 5      | 0.05            |
| Real Madrid C. F. · España | 1.ª           | 2020-21       | 16    | —     | 2      | 1                | —                | 1                | 1                     | —                     | 1                     | 19    | 0     | 3      | 0               |
| Real Madrid C. F. · España | 1.ª           | 2021-22       | 12    | —     | 2      | 3                | —                | —                | 3                     | —                     | —                     | 18    | 0     | 2      | 0               |
| Real Madrid C. F. · España | Total club    | Total club    | 386   | 26    | 70     | 46               | 3                | 5                | 114                   | 9                     | 26                    | 553   | 40    | 107    | 0.07            |
| Olympiakos F. C. · Grecia  | 1.ª           | 2022-23       | 5     | 0     | 0      | 2                | 3                | 0                | 3                     | 0                     | 0                     | 10    | 3     | 0      | 0.3             |
| Olympiakos F. C. · Grecia  | Total club    | Total club    | 5     | 0     | 0      | 2                | 3                | 0                | 3                     | 0                     | 0                     | 10    | 3     | 0      | 0.3             |
| Fluminense F. C. · Brasil  | 1.ª           | 2023          | 19    | 1     | 1      | 4                | 1                | 0                | 10                    | 0                     | 0                     | 33    | 2     | 1      | 0.03            |
| Fluminense F. C. · Brasil  | 1.ª           | 2024          | 0     | 0     | 0      | 2                | 0                | 0                | 0                     | 0                     | 0                     | 2     | 0     | 0      | 0               |
| Fluminense F. C. · Brasil  | Total club    | Total club    | 59    | 5     | 8      | 14               | 3                | 0                | 12                    | 0                     | 0                     | 85    | 8     | 8      | 0.08            |
| Total carrera              | Total carrera | Total carrera | 450   | 31    | 78     | 62               | 9                | 5                | 129                   | 9                     | 26                    | 641   | 52    | 115    | 0.07            |
| 1. 2. 3.                   |               |               |       |       |        |                  |                  |                  |                       |                       |                       |       |       |        |                 |

### Selección nacional
Actualizado al último partido disputado el 6 de julio de 2018.
| Absoluta · Brasil | 2006  | 1  | 1 | – | – | –  | – | 1  | 1 |
| Absoluta · Brasil | 2007  | 1  | – | – | – | –  | – | 1  | 0 |
| Absoluta · Brasil | 2008  | 2  | – | – | – | –  | – | 2  | 0 |
| Absoluta · Brasil | 2009  | 1  | – | 1 | – | –  | – | 2  | 0 |
| Absoluta · Brasil | 2010  | –  | – | – | – | –  | – | 0  | 0 |
| Absoluta · Brasil | 2011  | 2  | 1 | – | – | –  | – | 2  | 1 |
| Absoluta · Brasil | 2012  | 8  | 2 | – | – | –  | – | 8  | 2 |
| Absoluta · Brasil | 2013  | 7  | – | – | – | 5  | – | 12 | 0 |
| Absoluta · Brasil | 2014  | 3  | – | – | – | 6  | – | 9  | 0 |
| Absoluta · Brasil | 2015  | 4  | – | 1 | – | –  | – | 5  | 0 |
| Absoluta · Brasil | 2016  | –  | – | 3 | – | –  | – | 3  | 0 |
| Absoluta · Brasil | 2017  | 2  | 1 | 3 | 1 | –  | – | 5  | 2 |
| Absoluta · Brasil | 2018  | 4  | – | – | – | 4  | – | 8  | 0 |
| Absoluta · Brasil | Total | 35 | 5 | 8 | 1 | 15 | 0 | 58 | 6 |
| (1) Incluye los partidos de la Clasificación de Conmebol para la Copa Mundial de Fútbol (2010, 2018) (2) Incluye los partidos de la Copa Confederaciones (2013) y la Copa Mundial (2014, 2018) |       |    |   |   |   |    |   |    |   |

#### Goles internacionales
| N.º | Fecha                   | Estadio                                       | Rival                | Marcador | Resultado | Competición                |
| --- | ----------------------- | --------------------------------------------- | -------------------- | -------- | --------- | -------------------------- |
| 1.  | 5 de septiembre de 2006 | White Hart Lane, Londres, Reino Unido         | Gales                | 2–0      | 2–0       | Amistoso                   |
| 2.  | 11 de octubre de 2011   | Estadio Corona (TSM), Torreón, México         | México               | 1–2      | 1–2       | Amistoso                   |
| 3.  | 28 de febrero de 2012   | AFG Arena, San Galo, Suiza                    | Bosnia y Herzegovina | 1–0      | 2–1       | Amistoso                   |
| 4.  | 30 de mayo de 2012      | FedEx Field, Washington D. C., Estados Unidos | Estados Unidos       | 1–3      | 1–4       | Amistoso                   |
| 5.  | 29 de marzo de 2017     | Arena Corinthians, São Paulo, Brasil          | Paraguay             | 3–0      | 3–0       | Eliminatorias Mundial 2018 |
| 6.  | 10 de noviembre de 2017 | Estadio Pierre-Mauroy, Lille, Francia         | Japón                | 0-2      | 1-3       | Amistoso                   |

## Palmarés

### Títulos regionales (3)
| Título             | Club             | Sede           | Año  |
| ------------------ | ---------------- | -------------- | ---- |
| Campeonato Carioca | Fluminense F. C. | Río de Janeiro | 2005 |
| Taça Río           | Fluminense F. C. | Río de Janeiro | 2005 |
| Campeonato Carioca | Fluminense F. C. | Río de Janeiro | 2023 |

### Títulos nacionales (13)
| Título             | Club              | Año  |
| ------------------ | ----------------- | ---- |
| Campeonato de Liga | Real Madrid C. F. | 2007 |
| Campeonato de Liga | Real Madrid C. F. | 2008 |
| Supercopa          | Real Madrid C. F. | 2008 |
| Copa               | Real Madrid C. F. | 2011 |
| Campeonato de Liga | Real Madrid C. F. | 2012 |
| Supercopa          | Real Madrid C. F. | 2012 |
| Copa               | Real Madrid C. F. | 2014 |
| Campeonato de Liga | Real Madrid C. F. | 2017 |
| Supercopa          | Real Madrid C. F. | 2017 |
| Supercopa          | Real Madrid C. F. | 2020 |
| Campeonato de Liga | Real Madrid C. F. | 2020 |
| Supercopa          | Real Madrid C. F. | 2022 |
| Campeonato de Liga | Real Madrid C. F. | 2022 |

### Títulos internacionales (17)
(*) Incluyendo la selección
| Título               | Equipo (*)                   | Sede           | Año  |
| -------------------- | ---------------------------- | -------------- | ---- |
| Bronce Olímpico      | Selección olímpica de Brasil | Pekín          | 2008 |
| Plata Olímpica       | Selección olímpica de Brasil | Londres        | 2012 |
| Copa Confederaciones | Selección de Brasil          | Brasil         | 2013 |
|                      |                              |                |      |
| Liga de Campeones    | Real Madrid C. F.            | Lisboa         | 2014 |
| Supercopa de Europa  | Real Madrid C. F.            | Cardiff        | 2014 |
| Mundial de Clubes    | Real Madrid C. F.            | Marruecos      | 2014 |
| Liga de Campeones    | Real Madrid C. F.            | Milán          | 2016 |
| Supercopa de Europa  | Real Madrid C. F.            | Trondheim      | 2016 |
| Mundial de Clubes    | Real Madrid C. F.            | Japón          | 2016 |
| Liga de Campeones    | Real Madrid C. F.            | Cardiff        | 2017 |
| Supercopa de Europa  | Real Madrid C. F.            | Skopie         | 2017 |
| Mundial de Clubes    | Real Madrid C. F.            | EAU            | 2017 |
| Liga de Campeones    | Real Madrid C. F.            | Kiev           | 2018 |
| Mundial de Clubes    | Real Madrid C. F.            | EAU            | 2018 |
| Liga de Campeones    | Real Madrid C. F.            | París          | 2022 |
| Copa Libertadores    | Fluminense F. C.             | Río de Janeiro | 2023 |
| Recopa Sudamericana  | Fluminense F. C.             | Río de Janeiro | 2024 |

### Distinciones individuales
| Distinción                                                 | Año                                |
| ---------------------------------------------------------- | ---------------------------------- |
| Equipo del año de la Serie A                               | 2006                               |
| Nominado al FIFA/FIFPro World XI                           | 2010, 2011, 2013, 2014             |
| Equipo del año UEFA                                        | 2011, 2017, 2018                   |
| XI Mundial FIFA/FIFPro                                     | 2012, 2015, 2016, 2017, 2018, 2019 |
| Equipo de las Estrellas de la Copa del Mundo               | 2014, 2018                         |
| XI Ideal de La Liga                                        | 2016                               |
| Equipo del Año de la ESM                                   | 2016, 2017                         |
| Equipo Ideal de la Liga de Campeones                       | 2016, 2017, 2018                   |
| Equipo del Año de la IFFHS                                 | 2017, 2018                         |
| Mejor lateral izquierdo del mundo según ESPN               | 2017, 2018                         |
| Premio UEFA – Defensa del año (3.º)                        | 2018                               |
| Incluido en el once ideal de la década por Goal            | 2019                               |
| Incluido en el once ideal de la década por France Football | 2019                               |

## Vida privada
En 2008, Marcelo se casó con su novia de toda la vida Clarice Alves y el 16 de septiembre de 2009 tenían su primer niño y lo llamaron Enzo Alves Vieira. Pedro es su abuelo que pagó el dinero para que él pudiera seguir jugando al fútbol cuando él aún estaba en las categorías inferiores del Fluminense en Brasil. Marcelo le dedica cada gol que anota. Él dijo para RealMadrid TV que si no fuera por su abuelo Pedro él nunca habría jugado al fútbol. Su abuelo falleció en julio de 2014, mientras Marcelo jugaba la Copa del Mundo con su selección (anfitriona de ese Mundial 2014).
Sobre el 26 de julio de 2011 Marcelo logró la nacionalidad española, que le permite ser registrado como un jugador comunitario ya que existe una cuota determinada de jugadores extranjeros permitidos en cada equipo.
El 11 de septiembre de 2018 la justicia española condenó a Marcelo a cuatro meses de prisión y una multa de 753 mil euros, esto tras llegar a un acuerdo con la Fiscalía del país ibérico, tras supuestamente defraudar a Hacienda con 491.000 euros y en el que se vieron implicados muchos futbolistas. Unos acataron la multa, y otros, con base en errores de tipificación y normativa respecto a sus situaciones, reclamaron, venciendo el caso. En febrero de 2020, el Juzgado de Instrucción n.º 3 de Alcobendas (Madrid) le impuso una multa con una cuota diaria de 350 euros durante diez meses al haber alcanzado un acuerdo con el Ministerio Público por haber incurrido en un delito tipificado en el artículo 384 del Código Penal (conducir un vehículo a motor sin puntos o sin permiso).